# 乔治·斯图拉克
乔治·斯图拉克（英語：George Stulac，1933年6月28日—），加拿大男子篮球运动员。他曾代表加拿大参加1956年、1960年和1964年三届夏季奥运会，其中1956年和1964年奥运会参加篮球比赛，1960年奥运会参加田径比赛。